# Parafia św. Michała Archanioła w Rajsku
Parafia Świętego Michała Archanioła w Rajsku – parafia rzymskokatolicka, znajdująca się w diecezji kaliskiej, w dekanacie Opatówek.